# Thunnus albacares
Il tonno a pinne gialle (Thunnus albacares), conosciuto anche come tonno albacora o tonno monaco, è un pesce di mare della famiglia Scombridae.

## Distribuzione e habitat

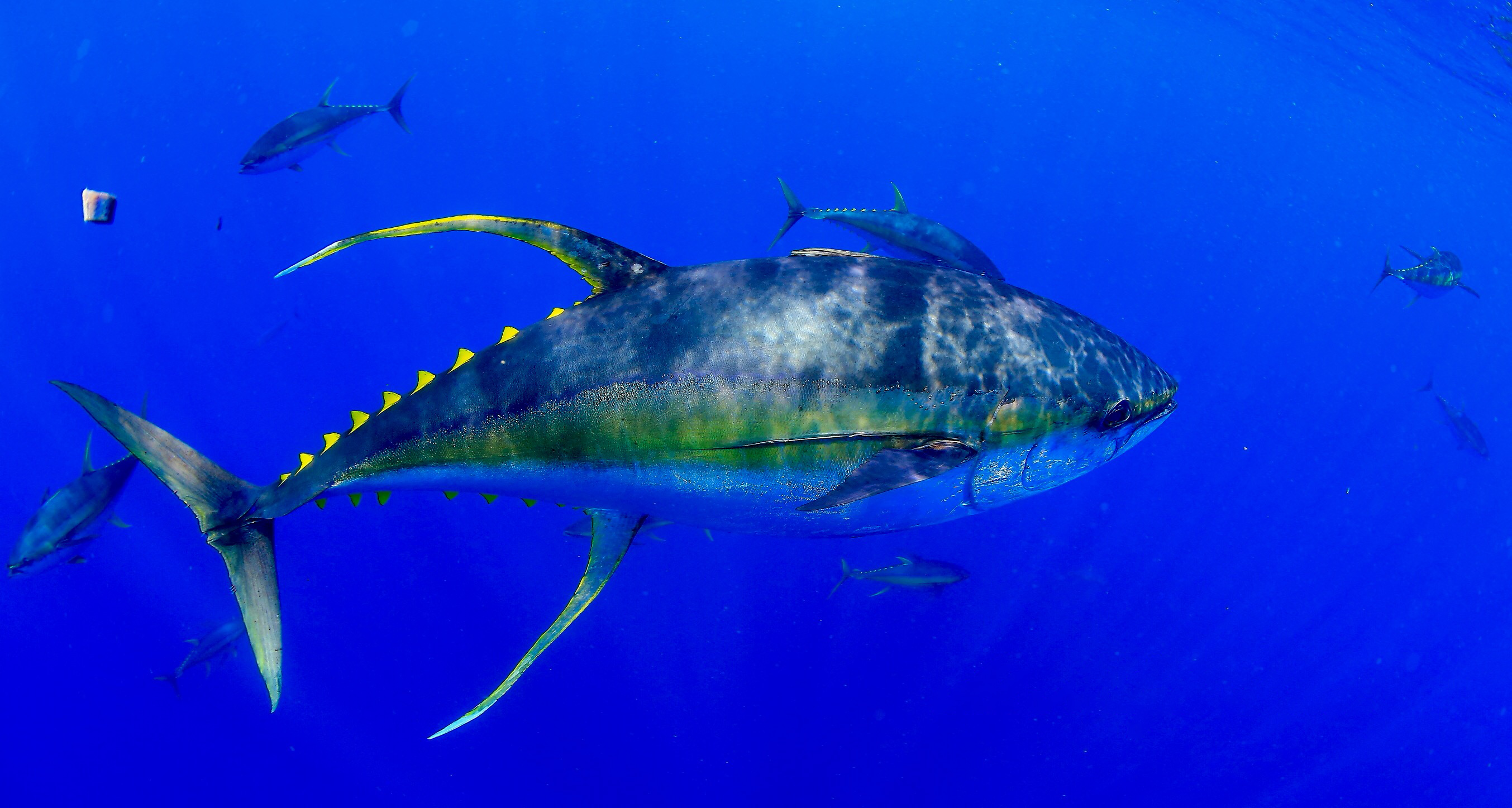
Un tonno pinne gialle

Si tratta di una specie circumtropicale, diffusa in tutti i mari caldi del globo, in particolare nel Pacifico occidentale, mar dei Caraibi, oceano Indiano e sud dell'Atlantico. In Europa si trova lungo le coste portoghesi dell'Atlantico e non è chiaro se, talvolta, penetri nel mar Mediterraneo.

È una specie pelagica come il tonno rosso, ma può occasionalmente trovarsi sottocosta.
Nonostante la pesca eccessiva negli oceani del mondo, la popolazione di tonno pinna gialla si è leggermente ripresa grazie alle misure di protezione e ai successi ottenuti contro la pesca illegale ed è stata quindi rimossa dalla Lista rossa delle specie minacciate. Si trova nella categoria "Least Concern" della IUCN.

## Descrizione
Si distingue dal tonno rosso, dai seguenti particolari:
- seconda pinna dorsale e pinna anale con lobo falcato molto più lungo che nel tonno rosso; negli adulti queste pinne hanno color giallo vivo invece che blu;
- pinne pettorali lunghe fino all'inizio della seconda pinna dorsale, più lunghe che nel tonno ma assai più corte che nell'alalunga;
- pinnule sul peduncolo caudale, di colore giallo acceso con bordo nero.

La colorazione è blu o nero-bluastra, spesso con fasce trasversali più chiare.
È inoltre più piccolo del tonno rosso.

## Alimentazione, riproduzione
Simili a quelle del tonno.

## Pesca
Si cattura con metodi simili a quelli impiegati oggi per il tonno rosso. In seguito all'assottigliamento degli stock di quest'ultima specie, il tonno pinna gialla viene pescato sempre più. Le sue popolazioni, comunque, sembrano in condizioni migliori di quelle del Thunnus thynnus del Mediterraneo.
Meno pregiato del tonno rosso e dal prezzo più economico, è l'elemento utilizzato per la quasi totalità delle conserve di tonno sott'olio.
Nel 2010, Greenpeace International ha aggiunto anche il tonno pinna gialla alla lista degli animali a rischio. "La 'seafood red list' di Greenpeace International è un elenco di pesci comunemente venduti nel mondo dalla grande distribuzione, che con una certa probabilità vengono pescati con metodi non sostenibili."
Un'altra problematica collegata alla pesca del tonno pinna gialla, che ha attirato negli ultimi anni l'attenzione dell'opinione pubblica, è l'altissima mortalità di alcune specie di delfini che rappresentano una comune cattura accessoria in questo tipo di pesca: ciò è dovuto alla frequente associazione di banchi di Thunnus albacares con larghi gruppi di delfinidi, in particolare appartenenti alla specie Stenella attenuata, una situazione talmente ricorrente che persino i pescatori utilizzano spesso i delfini come indicatore della presenza del tonno, ulteriormente aumentando l'impatto sui cetacei.